# Даніель Ліпшич
Даніель Ліпшич (8 липня 1973 , Братислава ) — словацький правник, політик і член парламенту, заступник голови Християнсько-демократичного руху, віце-прем'єр-міністр та міністр юстиції (2002—2006), міністр внутрішніх справ в уряді Івети Радічової у 2010—2012 роках.

## Біографія
У 1991—1996 роках вивчав право в Університеті Коменського в Братиславі. Після закінчення університету працював, серед інших в обласній військовій прокуратурі в Пряшеві та в юридичній фірмі «Валько та партнери». У 1997 році він закінчив аспірантуру на юридичному факультеті Великої Британії в Братиславі, пізніше навчався в Гарвардській юридичній школі в Кембриджі, США (1998—2000).
Політичною діяльністю почав займатись у віці 18 років, приєднавшись до молодіжної організації Občiansko-demokratická mládež. Був головою організації у 1991—1995 роках. Після перемоги на виборах демократичної опозиції в 1998 році працював у Міністерстві юстиції на посаді начальника управління (1998—2002). У 2000 році він був обраний віце-президентом Християнсько-демократичного руху (KDH) з питань внутрішньої політики (до 2006 року). У 2009 році він став віце-президентом KDH з питань внутрішніх справ та юстиції.
У 2002 році він був обраний членом Словацької національної ради зі списку KDH, потім був призначений віце-прем'єр-міністром та міністром юстиції у другому уряді Мікулаша Дзурінди. У 2006 році був переобраний у парламент. Став одним із провідних експертів опозиції в галузі права, і від імені KDH протестував проти акта про експропріацію, прийнятого в грудні 2007 року. Виступає проти переривання вагітності і виступає за державну політику щодо сім'ї.
У 2010 та 2012 роках був обраний до національного парламенту втретє та вчетверте. 9 липня 2010 року став міністром внутрішніх справ в уряді Івети Радічової, 4 квітня 2012 року склав повноваження. У тому ж році він покинув KDH, створивши власну парітю під назвою NOVA. У 2016 році він знову був обраний депутатом Національної ради.
У вересні 2016 року, керуючи автомобілем, він наїхав на літнього чоловіка, який загинув. Того ж місяця політик подав у відставку. Пізніше також звільнився з керівництва партії NOVA.
Одружений з Беатою Оравцовою і живе в Братиславі.